# Клецков, Никита Валерьевич
Никита Валерьевич Клецков (род. 26 ноября 1986, Дзержинский, Московская область) — российский самбист, чемпион и призёр чемпионатов России, Европы и мира, обладатель Кубка России 2011 года, обладатель Суперкубка мира 2010 года, Заслуженный мастер спорта России. Финалист 1-го сезона реалити-шоу «Титаны» на ТНТ. Его брат-близнец Дмитрий принял участие во 2-м сезоне шоу, где дошёл до полуфинала.
Выступает в первой полусредней весовой категории (до 68-71 кг). Его наставником является Заслуженный тренер России Павел Фунтиков.

## Спортивные результаты
- Чемпионат России по самбо 2008 года — ;
- Чемпионат России по самбо 2009 года — ;
- Чемпионат России по самбо 2010 года — ;
- Чемпионат России по самбо 2011 года — ;
- Чемпионат России по самбо 2012 года — ;
- Чемпионат России по самбо 2013 года — ;
- Чемпионат России по самбо 2015 года — ;
- Чемпионат России по самбо 2016 года — ;
- Чемпионат России по самбо 2017 года — ;
- Чемпионат России по самбо 2018 года — ;
- Чемпионат России по самбо 2020 года — ;
- Чемпионат России по самбо 2021 года — ;
- Самбо на Всероссийской спартакиаде 2022 — ;